# Regiunea Galați

Regiunea Galaţi în cadrul împărţirii administrative a României 1950-1952

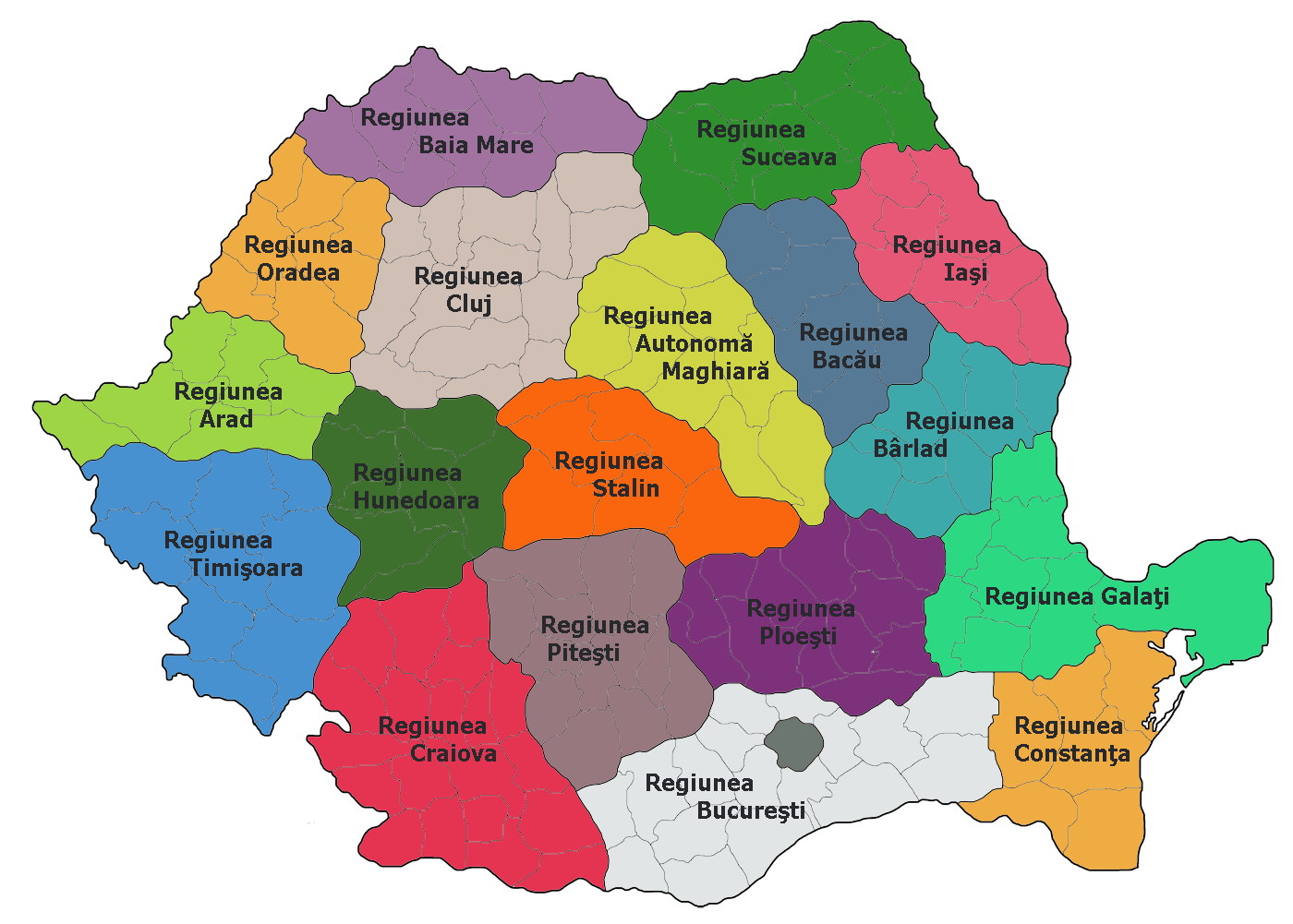
Regiunea Galaţi în cadrul împărţirii administrative a României (1953)

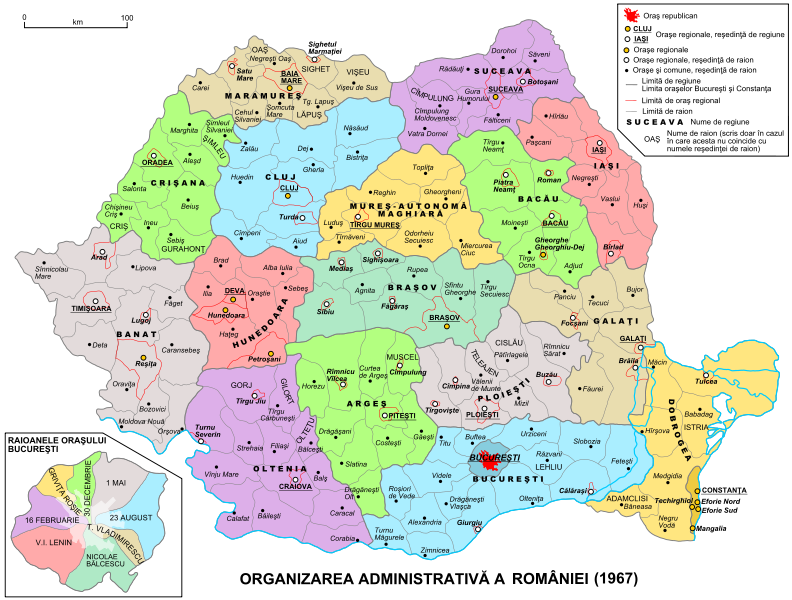
Regiunea Galați în cadrul împărţirii administrative a României (1960-1968)

Regiunea Galați a fost o diviziune administrativ-teritorială situată în zona de centru-est a Republicii Populare Române, înființată în anul 1950, când au fost desființate județele (prin Legea nr.5/6 septembrie 1950). Ea a existat până în anul 1968, atunci când regiunile au fost desființate.

## Istoric
Reședința regiunii a fost la Galați, iar teritoriul său cuprindea la început un teritoriu asemănător cu cel al actualelor județe Brăila și Galați, plus partea nordică a județului Tulcea. După reorganizarea din 1956 a încorporat și raioanele Focșani, Panciu, Tecuci și Vrancea ale fostei regiuni Putna, dar a pierdut raionul Tulcea care a fost trecut la regiunea Constanța. În anul 1960, regiunea Galați a fost din nou reorganizată, pierzând raionul Măcin de peste Dunăre care a intrat în componența noii regiuni Dobrogea.

## Vecinii regiunii Galați
Regiunea Galați se învecina:
- 1950-1952: la est cu RSS Moldovenească, RSS Ucraineană și Marea Neagră, la sud cu regiunile Constanța și Ialomița, la vest cu regiunile Buzău și Putna, iar la nord cu regiunea Bârlad.
- 1952-1956: la est cu RSS Moldovenească, RSS Ucraineană și Marea Neagră, la sud cu regiunile Constanța și București, la vest cu regiunea Ploiești, iar la nord cu regiunea Bârlad.
- 1956-1960: la est cu RSS Moldovenească, RSS Ucraineană și Marea Neagră, la sud cu regiunile Constanța și București, la vest cu regiunea Ploiești, iar la nord cu regiunile Bacău și Iași.
- 1960-1968: la est cu RSS Moldovenească și cu regiunea Dobrogea, la sud cu regiunea București, la vest cu regiunile Ploiești și Brașov, iar la nord cu regiunile Bacău și Iași.

## Raioanele regiunii Galați
Regiunea Galați a cuprins următoarele raioane: 
- 1950-1952: Brăila, Bujor, Călmățui (Însurăței), Filimon Sîrbu (Făurei), Galați, Măcin, Tulcea
- 1956-1960: Berești, Brăila, Bujor, Călmățui (Însurăței), Filimon Sîrbu (Făurei), Focșani, Galați, Liești, Măcin (până în 1959),[1] Panciu, Tecuci, Vrancea (Vidra)
- 1960-1968: Brăila, Bujor, Făurei, Focșani, Galați, Panciu, Tecuci